# 탈라부가 칸

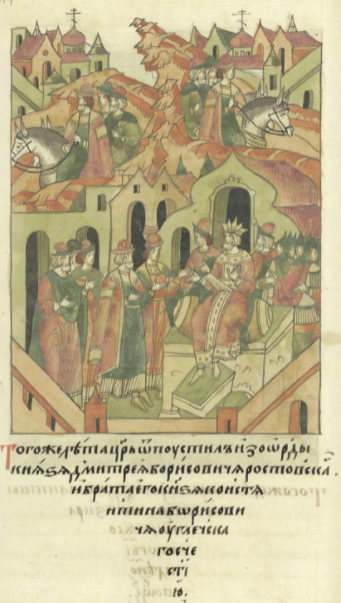

탈라부카(Талабуга, ? ~ 1291년) 칸은 킵차크 한국의 제6대 칸(재위: 1287년 ~ 1291년)이었다. 그는 타르투의 아들이며 바투 칸의 증손이었다. 그는 노가이 칸의 도움으로 1287년 킵차크 한국의 권력을 장악하였다. 그러나 4년 후 노가이 칸의 압력으로 폐위되어 토크타 칸이 칸 자리를 계승했고, 곧 자신을 지지했던 몽골 귀족들과 함께 처형되었다.
| 전임 투다멩구 칸 | 제6대 킵차크한국의 칸 1287년~1291년 | 후임 토크타 칸 |